# Wegener (Familienname)
Wegener ist ein deutscher Familienname.

## Namensträger

### A
- Albrecht Wegener (1905–1973), deutscher Jurist und Politiker
- Alfred Wegener (1880–1930), deutscher Meteorologe und Geowissenschaftler
- Andrea Wegener (* 1979), deutsche Kunsthistorikerin
- Andreas Wegener (Ruderer) (1878–1945), deutscher Ruderer
- Andreas Wegener (Fußballspieler) (* 1958), deutscher Fußballspieler
- Annelie Faber-Wegener (* 1959), deutsche Politikerin (CDU), Bürgermeisterin von Blieskastel

### B
- Bernd Wegener (Marineoffizier) (1884–1915), deutscher Kapitänleutnant der Kaiserlichen Marine
- Bernd Wegener (Soziologe) (* 1944), deutscher Soziologe
- Bernd Wegener (Unternehmer) (* 1947), deutscher Unternehmer und Lobbyist
- Bernd Wegener (Handballspieler), deutscher Handballspieler
- Bernhard W. Wegener (* 1965), deutscher Rechtswissenschaftler und Hochschullehrer
- Bruno Wegener (1882–1950), deutscher Radrennfahrer

### C
- Carl Gustav Wegener (1812–1887), deutscher Maler
- Charlotte Wegener (1929–2010), deutsche Pädagogin und Politikerin (CDU)
- Claire Wegener, deutsche Schauspielerin und Hörspielsprecherin

### D
- Daniela Wegener (* 1974), deutsche Kameradschaftsaktivistin
- Doris-Inge Wegener (1943–2001), deutsche Sängerin, siehe Manuela (Sängerin)

### E
- E. B. Wegener, deutscher Fußballspieler
- Edward Wegener (1904–1981), deutscher Konteradmiral
- Einar Mogens Andreas Wegener, Geburtsname von Lili Elbe (1882–1931), dänische Malerin
- Erich Wegener (1904–1956), deutscher Maler und Zeichner
- Ernst Wegener (1863–1945), deutscher Jurist und Politiker

### F
- Franz Wegener (* 1965), deutscher Historiker
- Friedrich Wegener (1907–1990), deutscher Pathologe
- Friedrich Wegener (Schachhistoriker) (* 1937), deutscher Pädagoge und Schachhistoriker
- Friedrich Wilhelm Wegener (1798–1886), deutscher Tuchfabrikant

### G
- Georg Wegener (Karl Friedrich Wilhelm Georg Wegener; 1863–1939), deutscher Geograph
- Georg Wilhelm Wegener (1692–1765), deutscher Pastor, siehe Tharsander
- Gerd Wegener (* 1945), deutscher Holzwissenschaftler und Akademiker
- Gerda Wegener (1886–1940), dänische Illustratorin und Malerin
- Gerhard Wegener (1870–1917), Maurer und Politiker (SPD)
- Günther S. Wegener (1925–2008), deutscher evangelischer Theologe, Journalist und Autor
- Guntram Schulze-Wegener (* 1965), deutscher Journalist und Historiker
- Gustav Wegener (Widerstandskämpfer) (1908–1944), deutscher Widerstandskämpfer
- Gustav Theodor Wegener (1817–1877), dänischer Maler

### H
- Hannelore Wegener (* 1940), deutsche Malerin, Schriftstellerin und Illustratorin
- Hannes Wegener (* 1980), deutscher Schauspieler
- Hans Wegener (Geistlicher) (Johannes Jakob Wegener; 1869–1946), deutscher Geistlicher und Autor
- Hans Wegener (Bibliothekar) (1896–1980), deutscher Bibliothekar
- Hans-Joachim Wegener (1911–1993), deutscher Politiker (CDU), MdL Niedersachsen
- Hans-Jürgen Wegener (1928–2016), deutscher Forstbeamter
- Harriet Wegener (1890–1980), deutsche Autorin, Politikerin (FDP) und Frauenrechtlerin
- Hartmut Wegener (* 1946), deutscher Politiker (SPD)
- Hedi Wegener (* 1945), deutsche Politikerin (SPD), MdB
- Herbert Wegener (1909–1980), deutscher Bibliothekar
- Heinrich Wegener (Musiker) (Conrad Heinrich Gottlieb Wegener; † 1853), deutscher Organist, Komponist und Gesangslehrer
- Heinrich Wegener (Architekt) (1840–1922), deutscher Architekt und Baumeister
- Heinrich Wegener (Former) (1741–1798), deutscher Former
- Heinz Wegener (1920–2004), deutscher Pädagoge und Politiker (SPD), MdB
- Henning Wegener (1936–2024), deutscher Diplomat
- Henrik C. Wegener, dänischer Mikrobiologe

- Hermann Wegener (Drucker) († 1613 oder später), deutscher Drucker
- Hermann Wegener (Widerstandskämpfer)  (1878–1945), deutsches KPD-Mitglied und Widerstandskämpfer
- Hermann Wegener (Psychologe) (1921–2003), deutscher Psychologe und Hochschullehrer
- Horst Wegener (Physiker) (1926–2006), deutscher Physiker und Hochschullehrer
- Horst Wegener (Bildhauer) (* 1956), deutscher Steinmetz und Bildhauer

- Hugo Wegener (Ingenieur), deutscher Impfgegner und Schriftsteller

### I
- Ingo Wegener (1950–2008), deutscher Informatiker und C3-Professor

### J
- Jo Wegener (1913–1995), deutsche Schauspielerin und Sprecherin
- Joachim Wegener (geboren vor 1527; gestorben vor 1565), deutscher Kaufmann und Bürgermeister der Stadt Goslar
- Johann Friedrich Wilhelm Wegener (1812–1879), deutscher Maler
- Jürgen Wegener (Maler, 1901) (1901–1984), deutscher Maler
- Jürgen Wegener (Maler, 1936) (* 1936), deutscher Maler, Bildhauer und Fotograf

### K
- Karen Wegener (1935–2012), dänische Schauspielerin
- Karl Wegener (Baumeister) (1846–1914), deutscher Architekt, Baumeister, Unternehmer und Verbandsfunktionär
- Karl Wegener (Beamter), deutscher Postbeamter
- Karl Wegener (Bankier), deutscher Bankier
- Karl Wegener (Parteifunktionär), deutscher Parteifunktionär (KPD)
- Karl Wegener (Politiker) (1934–2022), deutscher Politiker (CDU)
- Klaus Wegener (1944–2018), dänischer Schauspieler
- Kurt Wegener (Polarforscher) (1878–1964), deutscher Polarforscher und Meteorologe
- Kurt Wegener (Mediziner) (1934–2007), deutscher Pathologe

### L
- Leo Wegener (1870–1936), deutscher Wirtschaftsfunktionär

### M
- Manfred Wegener (1935–1999), deutscher Schriftsteller
- Mareike Wegener (* 1983), deutsche Regisseurin
- Margot Wegener (1922–2024), deutsche Ausdruckstänzerin
- Marie Wegener (* 2001), deutsche Sängerin
- Martin Wegener (* 1961), deutscher Physiker
- Michael Wegener (1938–2024), deutscher Raumplaner
- Monika Wegener (* 1982), deutsche Schauspielerin

### O
- Olaf Wegener (Musiker) (* 1945), deutscher Musiker, Mitglied von Windminister
- Olaf Wegener (Schachspieler) (* 1981), deutscher Schachspieler
- Ole Wegener (1936–2025), dänischer Schauspieler
- Oskar Wegener (1877–1962), deutscher Politiker (SPD/SED), Oberbürgermeister von Frankfurt (Oder)
- Otto Wegener (Fotograf) (1849–1924), französischer Fotograf
- Otto Wegener (Sportschütze) (Otto Henrik Wegener; 1881–1938), dänischer Sportschütze

### P
- Patrick Wegener (* 1994), deutscher Kommunalpolitiker (SPD)
- Paul Wegener (Schauspieler) (1874–1948), deutscher Schauspieler und Regisseur
- Paul Wegener (Politiker) (1908–1993), deutscher Politiker (NSDAP), Gauleiter und SS-Obergruppenführer
- Peter Wegener (1917–2008), deutsch-US-amerikanischer Ingenieur und Physiker
- Philipp Wegener (1848–1916), deutscher Sprachwissenschaftler und Pädagoge

### R
- Roland Michael Wegener (1947–2022), deutscher Diplomat

### S
- Sarah Wegener, deutsch-britische Sopranistin
- Solveig Wegener (* 1962), deutsche Politikerin (PDS), MdB
- Sophie Wegener (* 1966), deutsch-französische Sängerin

### T
- Tobias Wegener (* 1993), deutscher Fernsehdarsteller und Influencer

### U
- Ulrich Wegener (1929–2017), deutscher Polizeioffizier im Bundesgrenzschutz
- Uwe Wegener (* 1941), deutscher Agrar- und Forstwissenschaftler und Naturschützer

### W
- Walther Wegener (* 1901), deutscher Ingenieur und ordentlicher Professor für Textiltechnik
- Wilhelm Wegener (General) (1895–1944), deutscher General der Infanterie
- Wilhelm Wegener (Rechtshistoriker) (1911–2004), deutscher Wirtschaftsjurist, Rechtshistoriker und Genealoge
- Wilhelm Gabriel Wegener (1767–1837), deutscher Pfarrer und Biograf
- Willy Wegener (1899–1983), deutscher Politiker
- Wolf Wegener (* 1933), deutscher Jurist und Unternehmer
- Wolfgang Wegener (1875–1956), deutscher Vizeadmiral
- Wolfgang Wegener (Künstler) (1933–2002), deutscher Maler